# لي كيه
لي كيه هي متسابقة يخت صينية، ولدت في 1 يوليو 1969.

## وصلات خارجية
- لي كيه على موقع الاتحاد الدولي للملاحة الشراعية (موقع جديد) (الإنجليزية)
- لي كيه على موقع أوليمبيديا (الإنجليزية)